# Arthur (animateur)
Pour les articles homonymes, voir Arthur.
Arthur, de son vrai nom Jacques Essebag, né le 10 mars 1966 à Casablanca (Maroc), est un animateur de radio et de télévision, producteur de télévision, humoriste, et homme d'affaires français. Il commence sa carrière à la radio à la fin des années 1980 sur RFM, où il présente la matinale, puis sur Fun Radio. Lors des deux décennies suivantes, il trouve un succès radiophonique grâce à l'émission Arthur et les Pirates qu'il anime sur Europe 1 puis Europe 2.
En parallèle il mène une carrière à la télévision, où il anime des émissions de divertissement telles que L'Émission impossible (1992-1993), Les Enfants de la télé (1994-2016), Les Touristes (depuis 2018) ou encore Vendredi tout est permis (depuis 2011). Il anime également au milieu des années 2000 le jeu À prendre ou à laisser sur TF1.

## Biographie

### Jeunesse et études
Jacques Essebag, naît à Casablanca au Maroc. Son père, Michel Essebag, expert-comptable, et sa mère Olga Benaksas, femme au foyer, sont juifs marocains. Son nom de famille, comme celui de Sabbagh, fait référence à un très lointain ancêtre teinturier (en arabe sebbâgh). Il a un frère cadet, Olivier, né en 1970. Comme certains juifs séfarades du Royaume, ses parents quittent le Maroc en 1967, durant la guerre des Six Jours et s'installent en région parisienne, à Massy.
Après avoir redoublé la cinquième et la terminale, il décroche un bac B tout en étant interne à l’École normale israélite orientale. Il entame des études de droit à Sceaux, à la faculté de droit Jean-Monnet de l'université Paris-Sud 11. Alors qu'il redouble sa première année, il fait ses débuts à la radio sur la station locale Radio Massy-Pal, où il anime l'émission Tonus qui donne les résultats sportifs de la ville.
En 1987, il devient sourd de l’oreille droite à la suite d'une opération d’un tympan qui a mal tourné.

### Carrière radiophonique

#### Débuts
À 16 ans, l'avènement des radios libres en 1981 a permis à Jacques Essebag de faire ses premiers débuts en intégrant Radio MassyPal, dirigée par Marie-Noëlle Lienemann. La station fusionne par la suite avec Radio Nord Essonne, alors présidée par Jean-Luc Mélenchon, et qui fut son premier employeur,.
Début 1983, il présente sur Radio Carbone 14 le flash d'information quotidien, sous le pseudonyme de Sergent Vaché[réf. souhaitée].
En 1987, il arrive sur RFM pour animer les matinales en duo avec Laurence Boccolini. Il prend alors le pseudonyme d'Arthur, du nom d'une marque de caleçon dont la publicité est affichée partout dans les rues de Paris (la firme lui fera d’ailleurs un procès), pour se distinguer d'un homonyme également animateur, Jacques Mossino.
En 1988, il fait un court passage sur Kiss FM (Paris), une radio qui n'émet que quelques mois, puis rejoint Skyrock en 1989. Avec Skyman, il crée Les zigotos du matin.

#### Années 1990
En 1991, Arthur rejoint Fun Radio pour animer la tranche 6 h 30-9 h, dont il fait progresser l'audience, en organisant notamment des jeux provocateurs tels que l'Orgasmotron (simulation d'orgasme féminin en direct). Sa notoriété grandit alors, notamment grâce à une campagne de publicité pour son émission où il se proclame « Animateur le plus con de la bande FM ». Le réalisateur de l'émission est alors Emmanuel Levy, alias Maître Levy, qu'il encourage à intervenir à l'antenne et qui l'accompagnera dorénavant dans sa carrière radiophonique.
Il quitte Fun Radio la saison suivante, en 1992, pour rejoindre Europe 1, qui souhaite rajeunir son auditoire. Il y anime pendant quatre saisons Arthur et les pirates entre 16 h 30 et 18 h, avec Maître Levy (jusqu'en 1994), Alexandre Devoise (surnommé Capitaine Sboob) qui était standardiste de son émission sur Fun Radio (jusqu'en 1994), Princesse Jade (rencontrée sur Skyrock), Rémy Caccia (Rémy in the street) (qui était son responsable de la production) et Michèle Bernier. Il y reprend les mêmes jeux que sur Fun Radio. Durant les premières saisons, l'émission se déroule, en public, dans un décor de pirates. L'émission s'arrête avant la fin de la saison 1996 après un désaccord avec la direction de la station.
En septembre 1996, il rejoint Europe 2 pour animer La Matinale de 8 h à 9 h 30, puis 7 h 30 - 9 h à partir de 1997. L'émission est enregistrée et consiste en une suite de sketches avec de faux auditeurs qui deviennent des personnages récurrents.. L'équipe d'humoristes compte Maître Levy, Gad Elmaleh, Axelle Laffont, Tex, Gus (Gustave de Kervern de Groland), François Meunier (JC de Skyrock) et Philippe Lelièvre. L'émission s'arrête avant la fin de la saison 1999, à nouveau après un désaccord avec la direction de la station.
Pendant la saison 1999-2000, Arthur n'est pas présent à l'antenne.

#### Années 2000
À partir de la rentrée 2000, Arthur revient sur Fun Radio avec PlanetArthur, tous les après-midis de 16 h à 18 h 30, avec, au fil des saisons, Maître Levy, Myriam Callas (de 2000 à 2002), Valérie Bénaïm et Cyril Hanouna.
La venue de l'animateur Cauet sur Fun Radio est pressentie pour la rentrée 2004. Arthur souhaite alors quitter la station et contacte ses avocats. Il reproche à Cauet d'avoir fait en 1995, une plaisanterie douteuse sur les camps de concentration nazis, et refuse de travailler sur la même radio que lui. Fun Radio n'accepte pas de le laisser partir, faisant valoir le contrat qui les lie jusqu'au 30 juin 2005, et le contraint à reprendre PlanèteArthur à la rentrée 2004. Arthur réalise alors trois émissions titrées Libérez Arthur, dans lesquelles il demande, de manière implicite, à être libéré de son contrat, en diffusant notamment des messages de soutien d'amis venus du show business, ainsi que des parodies du directeur de la station, jouées par Jonathan Lambert. Le 9 septembre, Fun Radio suspend la diffusion de l'émission. En novembre 2004, la justice casse son contrat avec Fun Radio, au bénéfice de la radio, ne lui accordant pas de dommages et intérêts. Arthur et Cauet se réconcilient finalement en octobre 2007, après que Cauet eut assisté à une représentation de la pièce Le Dîner de cons où joue Arthur. Arthur participe plus tard à La Méthode Cauet du 20 décembre 2007 et Cauet est invité à la soirée du 31 décembre 2007, Les enfants du 31 font la fête, animée par Arthur.
En novembre 2004, il rejoint Europe 2 où il reprend Arthur et les Pirates, entre 16 h et 18 h, en public et avec Maître Levy, Princesse Jade et Jonathan Lambert. La première émission est le record du monde d'animation d'une émission de radio (33 heures consécutives du 25 novembre 2004, 16 h au 27 novembre, 1 h). Le record a été battu dès le lendemain par Cauet sur Fun Radio qui a lui totalisé plus de 35 heures (mais non homologué). Cette émission, intitulée 33 heures chrono, donnera lieu à un DVD et une série d'émissions sur MCM.
En septembre 2005, il anime une nouvelle émission sur Europe 2, Radio Arthur, qui revisite l'actualité à sa façon, avec Manu Levy, Jaz (alias Sandrine Vendel) et Jonathan Lambert. L'émission s'arrête fin février 2006, Arthur, étant souvent en tournée avec son one-man show, ne peut plus assurer une émission quotidienne.

#### Années 2010
Le 28 avril 2017, Arthur évoque, sur l'antenne d'Europe 1, ses souvenirs de trente ans d'animateur/producteur. Ces trente ans de carrière radiophonique sont marqués aussi par un retour à l'antenne de OÜI FM durant l'été 2017, après onze ans d'absence, avec l'émission Radio Jack, en direct de 8 h à 10 h,.
En effet, Arthur avait annoncé, plus tôt, son ambition de « doubler l'audience » et « être numéro 1 à Paris », mais la nouvelle ligne éditoriale de la station de radio a divisé en fait par deux son audience, passant de 2,3 % à 1,1 % de parts. Pour compenser ce déficit, Arthur a licencié près de la moitié du personnel de la radio, dont 13 animateurs et réalisateurs, comprenant la présidente de l'antenne Fanny Temam et le matinalier Thomas Caussé.
Malgré ses deux heures d'antenne quotidiennes dans la matinale durant l'été 2017, il ne parvient pas à inverser la tendance, ni à retenir le principal annonceur et financier de la station, Bavaria.

### Carrière télévisuelle

#### Années 1990
En 1992, Arthur entame une carrière à la télévision avec L'Émission impossible sur TF1, produite par Alex Berger et Antoine de Caunes, après avoir été repéré sur Fun Radio. L'émission, diffusée le vendredi soir à minuit en direct, se veut un mélange des talk-shows de type Late night américains (bureau, groupe en live) et d'Howard Stern pour les sketchs provocateurs. La séquence régulière la plus célèbre restera « 17 secondes de bonheur » : 17 secondes d'une fille faisant tournoyer ses seins nus (avec les tétons cachés). L'émission, diffusée pendant six mois, est considérée comme un échec et n'est pas reconduite. Elle révèle néanmoins des humoristes tels qu'Élie Semoun et Dieudonné ou Laurent Violet, et le futur animateur Alexandre Devoise, dans leur premières télés.
L'animateur prend son temps avant de retenter un nouvel épisode télévisuel. Sur les conseils de Carlo Freccero, (directeur des programmes de France 2, anciennement de La Cinq) qui l'emmène en Italie pour lui montrer les émissions qui correspondent le mieux à sa personnalité, l'animateur revient avec une émission plus familiale. Le 17 septembre 1994, il arrive sur France 2 avec Les Enfants de la télé coanimé avec Pierre Tchernia, une émission d'archives télévisées. L'audience ne cesse d'augmenter.
L'année suivante, à partir du 23 septembre 1995 France 2 lui confie Plateau télé, une soirée de 3 heures un samedi soir sur deux dès 20 h 40 composée de 3 émissions : Les Enfants du zapping, Les Enfants du jeu et Les Enfants de la télé. C'est sur la même chaîne qu'il lance le 31 décembre 1995 La Fureur du samedi soir, émission de karaoké en coanimation avec Pascal Sevran. Il coanime également les Victoires de la musique avec Michel Drucker.
Le 15 juillet 1996, France 2 décide de se séparer de son animateur vedette, à la suite du « scandale des animateurs-producteurs » impliquant le président de l'époque Jean-Pierre Elkabbach, Arthur revient sur TF1, à partir de septembre 1996 à 20 h 50. Les droits des concepts des émissions La Fureur du samedi soir et Les Enfants de la télé lui appartenant, il exporte ses émissions sur TF1, l’émission de karaoké étant juste rebaptisée La Fureur.
La carrière télévisuelle d'Arthur continue sa progression et son ascension : il lance d'autres émissions de divertissement sur TF1, comme Rêve d'un soir, 120 minutes de bonheur qui connaissent un succès d'audience. Seule l'émission C.I.A. - Le Club de l'Info Amateur qu'il coanime et coproduit en direct en mai 2001 avec Dominique Farrugia est un échec cuisant. L'émission est une suite d'enquêtes journalistiques et humoristiques ; c'est la première émission d'Arthur depuis L'Émission Impossible à sortir du format du divertissement consensuel. Aucune des deux n'aura rencontré le succès. C'est également la première fois depuis L'Émission Impossible qu'Arthur fait apparaître sur TF1 à ses côtés Manu Lévy, ce qui l’amène à l'accuser en plaisantant à la radio, de lui « porter la poisse » en télévision.
Parallèlement, en plus des émissions qu'il anime, Arthur produit d'autres émissions à succès telles que Exclusif et Le Bigdil sur TF1 ou La Grosse Émission sur Comédie!, à travers sa société de production : Case Productions, qu'il codétient avec le producteur Stéphane Courbit, et qui devient en 2001 ASP Productions.

#### Années 2000
Le 10 juin 2001, Arthur devient le vice-président d'Endemol France, créée après le rachat par Endemol d’ASP Productions. Cette société va contribuer à changer le paysage audiovisuel français, avec le lancement de la première émission de téléréalité en France, Loft Story, le jeudi 26 avril 2001 sur M6, suivie de Star Academy sur TF1 à l'automne 2001 et d'autres émissions similaires (comme Nice People, qu'il présente au printemps 2003). C'est la consécration pour Arthur en tant que producteur. Endemol France rachète de nombreuses autres sociétés de production, au point de devenir un protagoniste incontournable du PAF. Arthur quitte le groupe Endemol en 2007 en vendant ses parts pour 305 millions d'euros.
Virginie Calmels lui succède en janvier 2007 à la tête d'Endemol France. Arthur continue d'animer Les Enfants de la télé et d'autres émissions comme le jeu À prendre ou à laisser sur TF1[réf. souhaitée].
Le 20 janvier 2007, il présente les NRJ Music Awards 2007 en direct. Son spectacle, Arthur en vrai !, est désormais parrainé par le groupe NRJ[réf. souhaitée].
En août 2007, il indique qu'il abandonne À prendre ou à laisser, pour se consacrer à sa nouvelle « carrière » au théâtre dans Le Dîner de cons. Les Enfants de la télé et Le Réveillon du 31 décembre restent alors ses seules émissions sur TF1[réf. souhaitée].
Du 5 janvier 2009 au 24 avril 2009, sur TF1, il reprend in extremis les commandes de l'émission de jeu, À prendre ou à laisser pour un seul trimestre et une seule session (506 émissions depuis la création),.

#### Années 2010
Le 12 avril 2010, Arthur revient avec le jeu À prendre ou à laisser sur TF1 alors qu'il avait indiqué qu'il ne la réanimerait pas. Cette nouvelle saison fait de mauvais scores d'audiences et est arrêtée le 3 juin 2010.
De novembre 2010 à juillet 2012, il anime le talk-show Ce soir avec Arthur sur la chaine câblée payante Comédie!, une émission hebdomadaire mêlant actualité et humour. À ses côtés, les humoristes Claudia Tagbo, Ary Abittan et Amelle Chahbi animent des chroniques décalées. Les critiques notent la façon dont certains segments, comme l'utilisation de marionnettes et le générique d'ouverture, sont étonnamment similaires à l'émission américaine The Late Late Show with Craig Ferguson sur CBS. Craig Ferguson évoque sa surprise avec humour dans sa propre émission le 23 novembre 2010. Worldwide Pants, le propriétaire de la propriété intellectuelle de The Late Late Show, n'a pas commenté officiellement, mais des sources proches du dossier ont déclaré qu'une action en justice avait été envisagée. Finalement, en décembre, un accord amiable est trouvé entre les deux parties. Arthur est invité par l'animateur américain sur son plateau. L'invitation lui est alors rendue lors de la venue à Paris de Craig Ferguson, en juin 2011, l'émission sera diffusée lors de la saison 2 de Ce soir avec Arthur. Après l'arrêt de l'émission en juillet 2012 sur Comédie !, elle est transférée sur TF1 le 17 avril 2013, pour une première diffusion le 24 mai 2013.
Il anime aussi les soirées du 31 décembre sur France 2, puis sur TF1, depuis 1995 avec La Fureur du 31, 120 minutes de bonheur, Les Enfants du 31, En route pour 2011, En route pour 2012, et Le 31, tout est permis avec Arthur. Il a d'ailleurs participé au réveillon du 31 décembre 1999 de TF1 à 20 h 50. Ce jour-là, toute l'antenne est en direct depuis 10 h et Arthur anime, à travers le fil rouge « Millenium », l'émission Et vous, vous faites quoi le 31 ?, qui n'est autre qu'une version jumelle de La Fureur, mais en direct avec des artistes, et envoyés spéciaux près de la tour Eiffel.
De janvier 2011 à juin 2011, il anime aussi Arthur et les Incollables. En 2011 aussi, il coanime avec Marion Jollès l'émission Des talents à couper le souffle. Et depuis décembre 2011, il anime Vendredi, tout est permis avec Arthur, une nouvelle émission en seconde partie de soirée, entouré d'une équipe d'humoristes multi-talents.
En 2014, il participe à l'émission Rendez-vous en terre inconnue, présentée par Frédéric Lopez, sur France 2. L'émission se déroule au Pérou, chez des Quechuas.
En juillet 2016, il est dans les coulisses du spectacle de Jeff Panacloc, diffusé sur TF1, où il recueille les impressions du ventriloque.
Du 9 au 19 mai 2017, il remplace Nikos Aliagas dans C'est Canteloup, diffusé sur TF1.
En 2017, il crée trois nouvelles émissions : La Dream Company, Diversion, et Pas de ça entre nous.
En 2018, il crée Mentalistes : dans la tête des stars, un programme similaire à Stars sous hypnose, mais cette fois-ci avec un mentaliste ainsi que Les touristes, dans laquelle six célébrités vivent pendant trois jours diverses aventures.

#### Années 2020
En 2020, Arthur produit la nouvelle émission District Z. Dans celle-ci, des célébrités tenteront d'échapper à un groupe de zombies et dérober un maximum d'argent. Cet argent sera donné à une association. L'animateur présentant ce nouveau jeu télévisé est Denis Brogniart.
En 2021, Arthur annonce la production de deux nouvelles émissions, Reines d'un soir où des célébrités vont découvrir le monde des drags-queens mais aussi La Traversée de Paris animé par Denis Brogniart où des célébrités et des champions olympiques vont devoir traverser Paris à la nage sur les 11 kilomètres de la Seine entre Bercy et le Trocadéro.

### Carrière au théâtre
En septembre 2005, Arthur commence une carrière au théâtre avec un premier one-man show mis en scène par Isabelle Nanty, un stand-up intitulé Arthur en vrai, dans lequel il souhaite se « présenter au public » et se démarquer de son image. Durant la première tournée, ce spectacle est joué en Europe, au Maghreb et au Québec et est vu par plus de 100 000 personnes en France.
En 2007, Arthur passe une audition pour interpréter Pierre Brochant dans Le Dîner de cons, aux côtés de Dany Boon. Francis Veber, le metteur en scène, le sélectionne et lui donne le rôle de Pierre Brochant, précédemment joué par Claude Brasseur / Michel Roux au théâtre et Thierry Lhermitte dans l'adaptation cinématographique. Les critiques accueillent bien cette nouvelle interprétation et le spectacle est joué plus de 200 fois et vu par 150 000 personnes,. La tournée se termine en mars 2008, un mois avant la date prévue, en raison du succès du film Bienvenue chez les Ch'tis réalisé par Dany Boon,.
Trois ans après Arthur en vrai, qu'il qualifie de « personnel, mais pas intime », Arthur lance fin 2008 I Show, un nouveau spectacle comique dans lequel il analyse divers aspects des nouvelles technologies. En janvier 2009, une représentation en Ardèche est annulée en raison de manifestations pro-palestiniennes liées à la guerre menée par Israël à Gaza et d'accusations de soutien financier d'Arthur à Israël. En février 2009, trois nouveaux spectacles sont annulés et Arthur prend publiquement position dans une tribune publiée dans Le Monde où il se plaint d'être victime d'une campagne antisémite initiée par Dieudonné. En janvier 2010, il lance un nouveau one-man-show, Arthur à la Gaîté, au théâtre de la Gaîté-Montparnasse, mis en scène par la Québécoise Josée Fortier. Le titre du spectacle varie en fonction du lieu de représentation, car il est renommé Arthur en tournée ou encore Arthur à La Cigale,.
En 2017, Arthur est soupçonné comme de nombreux autres humoristes français, tels Tomer Sisley, Michel Leeb, Gad Elmaleh, Jamel Debbouze ou encore Malik Bentalha d'avoir copié des humoristes américains.

### Carrière de chef d'entreprise
Au milieu des années 1990, Arthur crée avec Stéphane Courbit la société de production Case Productions, qui devient par la suite « Arthur Stéphane Productions » (ASP). La société produit notamment l'émission d'Arthur Les Enfants de la télé. Cette société rachète de nombreuses autres sociétés de production, avant d'être vendue en deux cessions, en 1998 et 2001, à Endemol pour former sa filiale française, Endemol France,. Au terme de la cession, Arthur devient vice-président d'Endemol France. La filiale française connaît d'importants succès durant les années 2000, notamment en adaptant en France les émissions de téléréalité d'Endemol.
La finalisation de la cession par Arthur et Stéphane Courbit d'ASP à Endemol conduit à un long conflit juridique. Le contrat de cession prévoyait, en effet, que le prix de vente final serait indexé sur les résultats d'Endemol France. Or, en raison des très bonnes performances de la filiale, Arthur et Stéphane Courbit réclament un important complément de prix, que refuse de leur donner Endemol. En 2006, Telefónica, propriétaire d'Endemol, qu'elle souhaite vendre, transige. Le montant final de la transaction n'est pas publiquement révélé. Toutefois, Arthur aurait personnellement obtenu, selon certaines sources, 200 millions d'euros au terme de ce règlement.
Fin 2008, Arthur rachète 5,2 millions d'euros la radio OÜI FM à Richard Branson, président du groupe Virgin avec pour objectif de faire passer son audience de 210 000 auditeurs à 500 000 sans en changer le positionnement rock et rebel. La nouvelle radio doit intégrer la holding « Arthur World Participation Group », créée en juin 2008. Progressivement, il ajoute aux trois fréquences parisiennes quatorze autres en France, permettant de rendre la station bénéficiaire par plus d'audience et de chiffre d'affaires. Mais il ne parvient pas à développer au niveau national sa couverture, après que ses rachats de Parenthèse Radio et de Nice Radio en 2009 sont refusés par le Conseil supérieur de l'audiovisuel (CSA) et que le Conseil d'État rejette, à la demande de NRJ, RTL, Lagardère et Skyrock, l'autorisation du CSA pour que La Radio de la mer, acquise en 2011 à Contact FM, diffuse les programmes de Oui FM. L'audience francilienne souffre, comme le chiffre d'affaires, amenant en 2014, un déficit de près de 400 000 euros pour un chiffre d'affaires de 4 millions d'euros.
En juillet 2010, il crée sa nouvelle société de production « Satisfaction – The Television Agency ».
En 2011, via la société « Vendome Investments », il produit avec Philippe Rousselet deux films aux États-Unis : Source Code de Duncan Jones avec Jake Gyllenhaal, et Il n'est jamais trop tard (Larry Crowne) de Tom Hanks avec Julia Roberts. Seul il finance Cyprien de David Charhon, avec Élie Semoun, et Les Tuche. Aucun ne connait de succès, et Arthur se retire de la société de production.
En 2012, il crée une autre société de production « Serenity Fiction » et une société d’édition musicale « Five Stars Publishing (A World Publishing) ».
Le 16 janvier 2013, il délocalise sa société Arthur World Participation Group (AWPG) au Luxembourg,,,. En 2014, il exile fiscalement toutes ses activés en Belgique.
En 2015, il revend ses actions dans la société Coyote, spécialisée dans les avertisseurs de radars, et réalise une plus-value de 12 millions d'euros pour 4 millions investis. Il est accusé d'avoir fait du lobbying auprès du gouvernement de François Fillon pour l'autorisation de ces avertisseurs,.
En 2015, sa fortune est évaluée à 270 millions d'euros par le classement de l'hebdomadaire Challenges.
Au printemps 2018, il fonde avec Nora Melhli, la société de production « Alef One ».
En février 2019, il met en vente la radio OÜI FM qu'il avait rachetée en 2008. En avril, elle est cédée au Groupe 1981, qui compte sept radios dont Voltage, Arthur indiquant qu'il « vend une radio en pleine forme » dont il peinait à accroitre l'audience par manque de fréquences hertziennes.
En juillet 2020, Satisfaction Group et la partie programme de flux de Sony Pictures Television France annoncent créer une entreprise commune nommée Satisfy.

## Vie privée

### Famille et entourage
Le 12 février 2004, Arthur épouse Estelle Lefébure, mannequin et ex-épouse de David Hallyday. Ils divorcent en avril 2008,. Depuis mars 2012, il vit en couple avec Mareva Galanter. En 2022, ils révèlent s'être mariés le 3 août 2017 en publiant une photo du couple à Bora Bora, fêtant leurs noces de bois.
Arthur est père de trois enfants :
- Samuel (né en 1997), issu de sa relation avec l'actrice Léa Vigny[70].
- Aaron (né en 2009), fruit de sa relation avec Caroline Nielsen, sa compagne de 2008 à 2012[71].
- Manava (née en 2015), qu'il a eue avec Mareva Galanter[72].

Il fut propriétaire d'un appartement de 500 m2 + une terrasse de 300 m2, dans les Immeubles Walter, qu'il a vendu, en septembre 2009, 30 millions d'euros à Gulnara Karimova,.

### Fortune personnelle
En 2019, le magazine Challenges estime sa fortune à 420 millions d’euros, ce qui le positionne à la 213e place des 500 plus grandes fortunes de France et à la première du secteur de l'audiovisuel.

### Exil fiscal
Le 4 juin 2014, le site internet de la radio BFM Business affirme, document à l'appui, qu'Arthur réside désormais officiellement à Uccle, une commune chic de Bruxelles en Belgique. Sa résidence uccloise appartenait précédemment à David Coulthard,,. L'exil d'Arthur est « probablement motivé par des raisons fiscales », écrit BFM Business, qui rappelle que l'animateur est à la tête d'une fortune, estimée (à cette date) par le magazine Challenges, à 200 millions d'euros, une somme qui fait de lui la 229e fortune de France. Ce même jour, le bourgmestre d'Uccle, Armand De Decker, confirme à l'agence de presse belge Belga que l'animateur et le producteur de télévision Arthur est domicilié à Uccle depuis la fin de l'année 2013. À compter du 1er juin 2014, sa nouvelle adresse officielle n'est plus à Paris mais en Belgique, à Uccle,. Ce changement d'adresse lui permet notamment d'éviter l'impôt sur la fortune et sur les plus-values des titres, car, selon Hervé Israël, l’avocat spécialisé cité par BFM Business, « fiscalement, l'intérêt de la Belgique est limité concernant l'impôt sur le revenu, mais il n'y a pas d'impôt sur la fortune, ni sur les plus-values de titres. »
De plus, à la même date, Arthur abandonne simultanément ses mandats de dirigeant dans les onze sociétés françaises qui lui appartiennent : « Satisfaction the television agency » (qui produit Vendredi tout est permis), « AW Radio » (qui détient Ouï FM), « Arthur World Participation Group » (AWPG), « A World Finance », « AW Art », « AW Étoile », « AW Marceau », « AWI », « Luzarches la Rigalle », « Serenity Films Company » et « Serenity Fiction », pour y être remplacé à chaque fois par Judith Aboulkheir, son bras droit de longue date. Selon Hervé Israël, l'avocat fiscaliste cité par BFM Business, « abandonner ses mandats de dirigeant en France réduit l’activité en France, et accrédite vis-à-vis du fisc le fait que la résidence fiscale n’est plus en France »,.
Toujours le 4 juin, l'hebdomadaire d'information belge M… Belgique, relayé par BFM Business, dévoile qu’Arthur a créé le 27 décembre 2013 la société « Ocean Group SA », domiciliée en Belgique à Bruxelles. Selon l’hebdomadaire : « Pour l'heure, il ne s’agit que d’une simple boîte aux lettres domiciliée chez « BPO Tax & Accountancy », une fiduciaire comptable et fiscale bruxelloise. Selon les statuts d’Ocean Group, […] Arthur détient personnellement 75 % des parts de la société et sa boîte aux lettres luxembourgeoise « AW Equity » les 25 % restants. Ocean Group aurait ainsi pour vocation, toujours selon ses statuts, de devenir la holding détenant les nombreuses sociétés françaises opérationnelles de l’animateur vedette ». Seul le duo Essebag-Aboulkheir se trouve au conseil d’administration d’Ocean Group, dont l’administrateur-délégué est Arthur lui-même.
Déjà, en 2013, Arthur avait délocalisé sa société « Arthur World Participation Group » (AWPG) en Belgique. Expliquant sa décision de délocaliser cette société, le site Médiapart affirmait en 2013 que « le statut de holding luxembourgeoise recèle assez d'avantages pour que le jeu d'écriture entre Paris et Luxembourg soit un grand classique de la gestion d'entreprises, et (Arthur) ne peut l'ignorer ». Arthur avait cependant démenti tout exil fiscal personnel, son attachée de presse ayant indiqué à l'époque que « Arthur vit en France et paye ses impôts en France. »
En novembre 2017, le nom d'Arthur est évoqué dans l'affaire des Paradise Papers, pour avoir eu recours à une mécanique d'optimisation fiscale permise par l'île de Malte lui permettant de payer un taux de TVA très réduit sur son yacht.

### Engagements
Dans l'entre-deux tours de l'élection présidentielle de 2002, Arthur appelle implicitement à faire barrage à Jean-Marie Le Pen, déclarant aux téléspectateurs de son émission : « si vous pouviez, le week-end prochain, éviter de mettre n'importe quel nom à l'intérieur [de l'enveloppe], ça nous rendrait service ».
Arthur soutient publiquement Nicolas Sarkozy pendant la campagne présidentielle de 2007 et se montre plusieurs fois à ses côtés, lors de meetings politiques.
Il s'est aussi engagé en faveur de l'association caritative belge CAP48, active depuis plus de 50 ans, qui vient en aide aux personnes handicapées. Arthur a été deux fois parrain et invité exceptionnel de l'événement caritatif (en 2008 et en 2009),.
Dans l'optique du 2e tour de la présidentielle de 2017, il laisse entendre qu'il votera en faveur d'Emmanuel Macron afin de faire barrage à Marine Le Pen.

#### Conflit au Proche-Orient
Depuis les attaques du Hamas contre Israël, le 7 octobre 2023, Arthur s'est exprimé plusieurs fois sur le sujet. En novembre 2023 sur France Inter, il indique « vivre sous protection renforcée depuis le 8 octobre » à cause des menaces de mort qu'il reçoit, et ajoute qu'« il y a des agents qui protègent ma famille et moi parce que je suis juif ». Il explique « être un humaniste », et « avoir marché pour tout le monde : pour les Ouïghours, pour George Floyd et Black Lives Matter, pour les femmes iraniennes et afghanes, contre l'homophobie... »,
En novembre 2023, il proteste auprès du PDG de TV5 Monde Yves Bigot sur la manière dont le journaliste de TV5 Mohamed Kaci a interviewé le porte-parole de l'armée israélienne Olivier Rafowicz.
Il produit aussi un documentaire sur le 7 octobre, qui est diffusé en France sur CNews, une première fois le 21 décembre 2023, puis rediffusé le 7 octobre 2024. À l'occasion de la rediffusion, Arthur est l'invité de l'émission L'Heure des pros de Pascal Praud, où il indique être « protégé 24 heures sur 24 ». Il ajoute que les « 3 000 ou 4 000 terroristes » du Hamas étaient entrés sur le territoire israélien « dans le but de faire un génocide ».
En juillet 2024, il produit avec le publicitaire Maurice Levy un clip contre l'antisémitisme pour l'association la Licra,.
En septembre 2024, invité dans l'émission Quotidien sur TMC, il explique soutenir les familles des otages israéliens (et autres nationalités), et les avoir présentées à « des journalistes et des hommes politiques » français, précisant : « si on avait appelé à la libération des otages, cette guerre serait finie depuis tellement longtemps. Je suis dans le camp de la paix : je suis pour qu'on rende les otages, et je suis aussi pour qu'on libère Gaza du Hamas ». Il conclut : « Israel vit avec Gaza ce que l'Ukraine vit avec la Russie: ce sont les derniers remparts de ces grandes puissances qui veulent déstabiliser le monde », une comparaison qui est ensuite critiquée.
Le 7 octobre 2024, il est l'invité de BFM TV. Il indique se rendre chaque semaine au commissariat pour remettre aux policiers « une clé USB avec toutes les menaces » qu’il reçoit, ainsi que « les insultes ». Il qualifie de « provocation » la présence de la députée Rima Hassan aux côtés de Jean-Luc Mélenchon au lendemain des élections européennes de 2024. Le même jour, il fait un discours lors de la cérémonie anniversaire des attaques du Hamas contre Israël organisée par l'association du Crif,.

## Polémiques

### Accusations d’agressions sexuelles
Fin 2024, des critiques ont émergé sur le comportement d'Arthur dans l'émission À prendre ou à laisser entre 2004 et 2006. Il lui est reproché dans une vidéo de la journaliste luxembourgeoise Alice Welter des remarques sexistes ou des baisers et gestes non consentis envers les candidates.
Face à la polémique, l'animateur précise qu'il s'agissait « d'une autre époque » et demande via sa société de production SAMARON de censurer toutes les archives de l'émission diffusées sur le web,,,. L'animateur demande également auprès du Tribunal de Paris le retrait des plateformes de Meta et X de retirer ce qu'il estime être « d’un montage tronqué » qui engendre également des commentaires à caractère antisémite, le délibéré du tribunal est prévue au 3 avril 2025.

## Conflits

### Dieudonné
Arthur et l'humoriste Dieudonné sont, depuis de nombreuses années, opposés par le biais d'un conflit médiatique et judiciaire ; Arthur juge, en particulier, que « les positions politiques de Dieudonné sont clairement antisémites ». Dieudonné, en retour, accuse Arthur de « financer l'armée israélienne qui n'hésite pas à tuer des enfants ». Ces propos, à la suite d'une plainte d'Arthur, conduisent Dieudonné à être condamné pour diffamation le 13 juin 2006 par le tribunal correctionnel de Paris,.
Le 30 avril 2009, la cour d'appel de Riom (Puy-de-Dôme) condamne Arthur à 3 000 euros d'amende avec sursis (et un euro de dommages) pour « injure publique » envers Dieudonné ; le 29 novembre 2006, Arthur avait déclaré sur l'antenne de Europe 1 : « même les mecs du Front national ont honte que Dieudonné soit venu les voir, c'est-à-dire que même le Front national n'en veut pas, (…) c'est bien la preuve que c'est la dernière des pourritures. »

### Didier Porte
Le 18 janvier 2007, Arthur est invité sur France Inter dans l'émission de Stéphane Bern, Le Fou du roi, pour parler de son premier spectacle. Dans son livre Porte flingue, l'humoriste et chroniqueur Didier Porte explique qu'Arthur l'aurait contacté pour l'inviter à voir son spectacle, ce qu'il aurait refusé, préférant critiquer ses émissions sur TF1, comme le jeu À prendre ou à laisser. Dans le même ouvrage, Porte souligne que, quelques jours avant leur première « confrontation », ils se sont produits dans la même salle, où Arthur aurait fait 600 entrées, dont la moitié d'invitations, alors que Didier Porte aurait fait 500 entrées payantes. La chronique se termine sur l'intervention d'Arthur, qui estime le salaire mensuel du chroniqueur à 20 000 €, tentant ainsi de le discréditer (la semaine suivante, Didier Porte revient sur son salaire, qu'il évalue à 10 000 €). Le conflit revient sur le plateau de France Inter le 5 novembre 2007, où une nouvelle chronique de Porte évoque l'exploitation de la caisse des intermittents du spectacle par Endemol, pour payer des employés sans fonction artistique.
Le 31 mars 2010, Arthur porte plainte contre Didier Porte, pour des chroniques tenues dans l'hebdomadaire satirique Siné Hebdo, où Arthur est qualifié de « truqueur ». Dans l'article « Arthur et les maxicons », Didier Porte écrit qu'Arthur avait fait fortune grâce à l'argent du service public et ne remplissait pas ses salles de spectacle. Arthur réclame 15 000 € de dommages et intérêts et la publication du jugement en caractère de grande taille en première page du journal Siné Hebdo, disparu depuis le 28 avril 2010. Le 21 septembre 2011, Arthur est débouté par la justice.

### Jean-Marc Morandini
En juin 2004, Arthur attaque en justice l'animateur de radio Jean-Marc Morandini, auteur du livre Le Bal des faux-culs (éditions l'Archipel), considérant certains passages comme diffamatoires et injurieux à son encontre. Arthur estime alors son préjudice à 85 000 €. Il est débouté le 6 septembre 2004 par le tribunal de grande instance de Paris et condamné à payer 1 000 € à Jean-Marc Morandini. Le TGI a jugé que Jean-Marc Morandini avait « simplement exercé son libre droit de critique ».

### Cyril Hanouna
En 2021, il attaque l'animateur Cyril Hanouna en justice, lui réclamant 9 000 000 € (10 130 391 €2024) pour « dénigrement »et « manœuvres déloyales ». Il lui reproche trente trois séquences diffusées dans Touche pas à mon poste critiquant ses productions comme District Z ou les Anges de la téléréalité. Le 4 juillet 2023, le tribunal de commerce de Paris juge qu'il y a bien eu dénigrement, mais n'accorde aucun dommage, estimant le préjudice non étayé,.

### Nespresso et famille Benetton
En 2009, il s'associe au fonds d’investissement 21 Centrale Partners, de la famille Benetton. Il investit ainsi 8 millions d'euros dans Ethical Coffee Company, fabricant de dosettes de café, à hauteur de 5 % du capital. Fin 2009, Financière Safety Systems, détenue conjointement par Arthur et 21 Centrale Partners, entre également dans le capital du fabricant d'avertisseurs de radars Coyote. Est également associé d'ECC, Guibor SA, une entreprise appartenant à Dominique Romano, dont les sociétés sont impliquées dans un vaste délit d'initiés, et poursuivi pour ce fait.
Ethical Coffee Company est liquidée en 2018. À la suite de cela, Arthur réclame en justice 14 millions d'euros à la famille Benetton, mais est débouté par le tribunal.
En 2024, il réclame, avec une dizaine d’autres créanciers d'ECC, 300 millions d'euros à Nespresso qu'il poursuit devant la justice suisse. ECC souhaitait commercialiser des capsules concurrentes de la filiale de Nestlé mais n'avait pu que tardivement commercialiser ses capsules sur le marché suisse en raison d'une plainte de la multinationale.

### Patrick Cohen
Le 6 février 2015, BFM Business révèle que l'animateur a transféré une participation de 10% qu'il détenait dans l'entreprise Coyote System vers le Luxembourg où la plus-value n'est pas imposable. Dans sa chronique sur France Inter, le journaliste Patrick Cohen qualifie cette pratique d'« évasion fiscale », à la suite de quoi Arthur lui intente un procès en « diffamation », demandant 20 000 euros de dommages et 5 000 euros de frais de procédure. Il sera débouté et condamné à rembourser les frais de justice au journaliste.

### Capital
En 2021, le magazine Capital publie une enquête sur ses investissements financiers. Arthur attaque l'article pour « dénigrement », réclamant 8 millions d'euros de dommages et intérêts. Il est débouté, et ne fait pas appel.
Parallèlement, Arthur a aussi attaqué pour « diffamation » le magazine Public, qui avait repris les informations de Capital. Il est aussi débouté et ne fait pas appel.

### Rima Hassan
Le 28 janvier 2024, Arthur dénonce la présence de la juriste franco-palestinienne Rima Hassan dans le classement de Forbes France des 40 femmes de l'année 2023, publié en août 2023. L'animateur, affichant régulièrement son soutien aux Israéliens depuis l'attaque terroriste du Hamas du 7 octobre 2023, l'accuse de faire « l'apologie du Hamas » et d'être « une antisémite patentée »,. Il est à l'origine de publications visant Rima Hassan sur Twitter, comme d'autres personnalités françaises. Cette dernière estime en réponse qu'il est « dérangé par tout ce [qu’elle a] bâti après être sortie d’un camp palestinien » et qualifie sa réaction d'« assez pathétique ».
Le 31 janvier, elle annonce, par l'intermédiaire de son avocat Yassine Bouzrou, porter plainte contre Arthur pour diffamation.

## Bilans artistique et médiatique

### Publications
- avec Jean-Marc Lenglen, Antinéa et les pirates: roman, M. Lafon, 1994 (ISBN 978-2-84098-035-3)
- avec Olivier Pont et Jérôme Albertini, L'envers du décor, Ed. Vents d'Ouest, coll. « Arthur et les pirates », 1994 (ISBN 978-2-86967-279-6)
- Ta mère, Ed. J'ai lu, coll. « J'ai lu », 1995 (ISBN 978-2-277-24075-4)
- Ta mère, Ed. J'ai lu, coll. « J'ai lu », 1996 (ISBN 978-2-277-24225-3)
- Ta mère, la totale, M. Lafon, coll. « Lis lis lis », 1995 (ISBN 978-2-84098-151-0)
- Ta mère, Ed. J'ai lu, coll. « J'ai lu », 1996 (ISBN 978-2-290-04365-3)
- A donf ! près du radiateur : guide à l'usage des cancres ou comment réussir à reculons
- Mille et un conseils pour faire chier le monde, M. Lafon, coll. « Lis lis lis », 1996 (ISBN 978-2-84098-146-6)
- 1000 et une raisons d'être heureux, M. Lafon, coll. « Lu, lu, lu », 1996 (ISBN 978-2-84098-172-5)
- Aimons-nous les uns les autres ! l'essentiel de la drague, M. Lafon, coll. « Lis lis lis », 1996 (ISBN 978-2-84098-158-9)
- Les interdits de ta mère, Éd. J'ai lu, coll. « J'ai lu », 1997 (ISBN 978-2-290-04468-1)
- Que fait une blonde ?, M. Lafon, coll. « Arthur », 1999 (ISBN 978-2-84098-484-9)
- Bill et monica, Michel Lafon, coll. « Arthur », 164 p. (ISBN 978-2-84098-487-0)
- Censuré, M. Lafon, 1993 (ISBN 2908652668)
- Ta mère a dix ans !, M. Lafon, 2004 (ISBN 978-2-7499-0148-0)

### Spectacles comiques / théâtre
- 2006 : Arthur en vrai, mis en scène par Isabelle Nanty, en partie inspiré d'un spectacle de Richard Jeni (A Good Catholic)
- 2007 : Le Dîner de cons avec Dany Boon mis en scène par Francis Veber
- 2009 : iShow, deuxième one-man-show
- 2010 : Arthur à la gaîté, troisième one-man-show, mis en scène par Josée Fortier[132]

### Filmographie

#### Acteur
- 1996 : Les Bidochon, de Serge Korber : Gérard de Bellair (non crédité).
- 1998 : Paparazzi, de Alain Berberian : lui-même.
- 1999 : Mes amis, de Michel Hazanavicius : lui-même.
- 2000 : Élie annonce Semoun d'Élie Semoun : personnages variés.
- 2004 : Blague à part de François Greze (épisode 19) : lui-même.
- 2014 : Supercondriaque de Dany Boon : le gynécologue.
- 2018 : La Ch'tite Famille de Dany Boon
- 2022 : Tous Inconnus de Nicolas Hourès : lui-même
- 2023 : Jusqu'ici tout va bien : lui-même

#### Producteur
- 2009 : Cyprien, de David Charhon (également scénariste : idée, comme Arthur Essebag)
- 2011 : Source Code de Duncan Jones avec Jake Gyllenhaal, et Larry Crowne de Tom Hanks avec Julia Roberts (production aux États-Unis avec Philippe Rousselet via la société « Vendome Investments »).
- 2011 : Les Tuche, d'Olivier Baroux (Associé producteur - comme Arthur Essebag)
- 2016 : Les Tuche 2 : Le Rêve américain, d'Olivier Baroux (Assistant producteur - comme Arthur Essebag)
- 2023 : Frenchie Shore, d’Antoine Henriquet (Assistant producteur)
- 2024 : Supernova : Massacre à la rave party[133] (Retrace l'attaque du Hamas lors du festival Supernova à Réïm le 7 octobre 2023 en Israël.)(Producteur exécutif)

### Animateur à la télévision
- 1992-1993 : L'Émission impossible (TF1)
- 1994-2016 : Les Enfants de la télé :
  - sur France 2 du 17 septembre 1994 au 4 mai 1996, coprésentation avec Pierre Tchernia
  - sur TF1 du 8 novembre 1996 au 5 avril 2016 (coprésentation avec Pierre Tchernia jusqu'en 2006) (avec la participation de Cécile Siméone, Karen Minier, Virginie de Clausade, Nicolas Deuil)
- 1995-1996 : La Fureur du samedi soir (coprésentation avec Pascal Sevran - France 2)
- 1995 : Les Enfants du zapping (France 2)
- 1995 : Les Enfants du jeu (avec Enrico Macias) (France 2)
- 1995-1996 : Le Bêtisier du samedi (France 2)
- 1995 : Les Enfants du cinéma (France 2)
- 1995 : La Fureur de la Fête de la musique (juin 1995 et juin 1996 - France 2)
- 1996 : Les Victoires de la musique (coprésentation avec Michel Drucker - France 2)
- 1996-2000 : La Fureur (seul sur TF1)
- 1997 : Les Enfants de L'Olympia (TF1) (avec Guillaume Durand)
- 1997 : Les Enfants de la télé, spéciale « Les 10 ans de privatisation de TF1 »
- 1997 : Les Enfants de la une (avec pour invités les animateurs de TF1)
- 1998-2004 : La Fête de la musique
 (La Fureur à Bercy en 1998, La Fureur au Parc des princes en 1999, La Fureur à Béziers en 2000, Rêve d'1 Soir à La Plaine Saint-Denis en 2001, Les 20 ans de la fête de la musique en 2002, à Nice (Nice People) en 2003, 2 jours moins le quart avant la fête de la musique à La Plaine Saint-Denis en 2004)
- 1998-2000 : Les P'tites Canailles
- 1999-2005 : 120 minutes de bonheur
- 2001 : C.I.A. - Le Club de l'info amateur (en direct avec Manu Lévy, Cyril Hanouna, Sophia Aram, Nicolas Deuil, et Dominique Farrugia)
- 2001 - 2003 : Rêve d'un jour / Rêve d'un soir
- 2002-2003 : Personne n'est parfait (coprésentation avec Valérie Bénaïm - TF1)[134],[135]
- 2003 : Nice People, en prime-time (avec Flavie Flament - TF1)
- 2004-2006 : À prendre ou à laisser (TF1) ; reprise en 2009-2010 (TF1)
- 2007 : NRJ Music Awards (TF1)
- 2008 : Concert pour la Paix (avec Valérie Bénaïm - NRJ Paris)
- 2010-2012 : Ce soir avec Arthur (sur Comédie+, reprise sur TF1 en 2013)
- 2010 : Les stars se dépassent pour ELA (TF1)
- 2011 : Arthur et les Incollables
- depuis 2011 : Vendredi, tout est permis avec Arthur
- 2011 : Des talents à couper le souffle (avec Marion Jollès)
- 2014-2019 : Stars sous hypnose
- 2014-2016 : En direct avec Arthur puis Les Z'awards de la télé
- 2015 : Rock'N'Roll Circus
- 2015 : La Grande Soirée des parodies TV (TF1)
- 2016-2017 : Les Invisibles
- 2016 : L'Hebdo Show avec Arthur
- 2016 : Cinq à sept avec Arthur
- 2017-2020 : Diversion
- 2017 : La Dream Company
- 2017-2019 : Pas de ça entre nous !
- 2017 : Danse avec les stars (coprésentation avec Sandrine Quétier du septième prime-time de la huitième saison)
- 2018 : Mentalistes : dans la tête des stars
- 2018-2025 : Les Touristes
- 2018 : 3615 Arthur & Jarry avec Jarry
- 2018 : C'est Canteloup avec Nicolas Canteloup
- 2020 : Show Must Go Home
- 2022-2023 : Visual Suspect : Méfiez vous des apparences !
- depuis 2022 : Le Grand Concours
- 2023 : Messmer, le record du monde, coprésenté avec Karima Charni
- 2023 : The Wheel : Le Cercle des 7
- 2023 : Juge Arthur
- depuis 2024 : Qui veut gagner des millions ?
- depuis 2024 : 10 sur 10, combien tu te mets ?
- depuis 2025 : Le dernier cercle
- depuis 2025 : Bataille navale  (jeu télévisé)

### Animateur pour des spéciales Nouvel An
Arthur a animé des émissions pour le réveillon du 31 décembre (en 1994 et 1995 sur France 2 ; sur TF1 de 1996 à 2007 puis de 2010 à 2015) :
- 1994 : Les Enfants de la télé, spéciale 31[136]
- 1995-1998 : La Fureur du 31 (en 1995 sur France 2, et de 1996 à 1998 sur TF1)
- 1999 : Et vous, vous faites quoi le 31 ? (avec Jean-Marie Bigard ; en marge du Millénium sur TF1)
- 2000 : 60 minutes avant 2001
- 2001-2005 : 120 minutes de bonheur
- 2006-2007 : Les Enfants du 31
- 2010 : En route pour 2011
- 2011 : En route pour 2012
- 2012-2015 : Le 31, tout est permis avec Arthur

### Producteur de télévision
- 2012 : Au nom de la vérité
- 2012 : Stand Up TV
- 2013 : Claudia Tagbo & Co
- 2014 : Canapé Quiz, présentée par Arnaud Tsamere
- 2014 : Ce soir, on rit avec Claudia Tagbo
- 2015 : Ronde de nuit, présentée par Stéphane Bern
- 2016 : La grande histoire de la télévision : Les 40 ans de l'INA, présentée par Alessandra Sublet
- 2017 : 50 ans de rires et d'émotions, présentée par Michel Drucker et Thomas Thouroude
- 2019 : 2 heures de rires et d'émotions - Nos plus belles années télé, présentée par Stéphane Bern et Bruno Guillon
- 2020 : 2 heures de rires et de direct : Nos plus belles années télé, présentée par Stéphane Bern et Bruno Guillon
- 2020-2021 : Stars à Nu, présentée par Alessandra Sublet
- 2020-2021 : District Z, présentée par Denis Brogniart
- 2021 : Marble Mania : L'incroyable course de billes, présentée par Camille Combal
- 2022 : Un flirt & une danse, présentée par Faustine Bollaert
- 2023-2024 : En bande organisée, présentée par Philippe Caverivière et Alex Vizorek
- Depuis 2023 : The Floor présentée par Cyril Féraud
- Depuis 2025 : Le Bigdil présentée par Vincent Lagaf
- Depuis 2025 : La Roue de la fortune présentée par Éric Antoine

### Participation à la télévision
- 2020 : Le Grand Concours des animateurs sur TF1

## Distinctions
Le 29 décembre 2022, Jacques Essebag, dit Arthur, est nommé au grade de chevalier de l'ordre national de la Légion d'honneur au titre de « animateur, producteur, dirigeant de sociétés ; 35 ans de services ». Il est ensuite fait chevalier de l'ordre le 8 juin 2023 par Nicolas Sarkozy.
En janvier 2010, il est nommé officier de l'ordre des Arts et des Lettres au titre de « Président de sociétés, groupe média français et international ».